# شاپرک سیب دروغین
شاپرک سیب دروغین (نام علمی: Thaumatotibia leucotreta) نام یک گونه از تیره برگ‌پیچان است.